# M/V Olga Androvskaya
M/V Olga Androvskaya je bio hrvatski putnički brod. Plovio je pod sovjetskom zastavom. 

## Povijest
Naručio ga je naručitelj iz SSSR-a Sudoimport, najveći trgovinski partner hrvatskih brodogradilišta, za potrebe sovjetskih brodara iz Vladivostoka, Murmanska i Novorosijska. Trebao je zaploviti za FESCO, što se i ostvarilo. Narudžba je napravljena temeljem ugovora koji je potpisan na zapovijed Leonida Brežnjeva a na osobni zahtjev Josipa Broza Tita sa spas ovog hrvatskog brodogradilišta. Postavljen je na navoze kao novogradnja br. 414 a porinut je 1977. godine. Plovio je arktičkim morima. Bio je iz jedinstvene klase putničko-teretnih brodova namijenjenih kružnim putovanjima u otežanim uvjetima plovidbe i ledom okovanih mora na sovjetskom Dalekom Istoku. U seriji je bilo osam brodova koji su nosili imena poznatih sovjetskih glumica, pa je ovaj dobio ime po Olgi Androvskajoj. Znani su i kao "projekt 1454" ili klasa putničkih brodova Marija Jermolova, prozvana po prvom brodu iz te serije koji je na navozima kraljevičkog brodogradilišta izgrađen 1974. godine. U naredne četiri godine kraljevički su brodograditelji Sovjetima isporučili i preostalih sedam brodova – Mariju Savinu, Allu Tarasovu, Ljubov Orlovu, Olgu Androvskaju, Olgu Sadovskaju, Klavdiju Elanskaju i Antoninu Neždanovu. 1988. godine završila je u rezalištu.
Četiri su broda iz ove serije preostala. Olga Androvskaja (1977.) je 1998. završila u rezalištu. Jeseni 2004.  u tajfunu u japanskoj luci Fusuki nastradala je Antonina Neždanova (1978.). 2005. je u rezalištu skončala Olga Sandovskaja (1977.). Ljubov Orlova (1976.) je nestala u Atlantiku 2013. godine.

## Karakteristike
Brodovi ove serije bili su od 100 metara dužine. Mogli su prihvatiti oko 200 putnika. Svi su bili visoke klase leda 1A. Pogonili su ih brodski motori iz Uljanikove Strojogradnje, s kojima su mogli postizati brzinu i do 17 čvorova.
Ovaj je brod iz serije bio je bruto-tonaže 3941 t.
Pogonio ga je dizelski motor izgrađen u Uljaniku. Dio serije putničko-teretnih brodova za Sovjetski Savez koji je Brodogradilište Kraljevica napravili zajedno s Brodoprojektom. Svu kasniju projektnu dokumentaciju napravili su ljudi iz Tehničkog ureda Brodogradilišta u Kraljevici. Gotovo sve na toj seriji brodova bilo je hrvatske proizvodnje ili proizvedeno u ostalim republikama bivše Jugoslavije: čelik, brodski motori, namještaj, instalacije i dr. Uvjet sovjetskih naručitelja bio je da moraju sovjetske proizvodnje bitit navigacijski uređaji i kompletna oprema za kuhinju.

## Vanjske poveznice
- (eng.) Marinetraffic